# 2009년 롯데 자이언츠 시즌
2009년 롯데 자이언츠 시즌은 롯데 자이언츠가 KBO 리그에 참가한 28번째 시즌이다. 제리 로이스터 감독이 팀을 이끈 2번째 시즌으로, 조성환이 주장을 맡았다. 팀은 8팀 중 정규시즌 4위에 올라 포스트시즌 진출에 성공했는데 송승준이 3연속 완봉승으로만 저실점 완투승을 기록해 1995년 같은 팀 강상수와 저실점 완투를 모두 완봉승으로 거둔 기록으로 공동 2위가 되었으나 2011년 KIA 윤석민이 공동 2위 타이 기록을 세웠다.
그러나 주축 선수들이 크고 작은 부상에 시달려 준플레이오프에서 두산 베어스에게 1승 3패로 져 탈락해 최종 4위로 마무리했다.
한편, 조정훈이 선발로만 14승을 기록하여(로페즈와 공동 1위) 역대 최다 선발승 투수 최소 선발승(14선발승) 타이 기록(이외-1988년 한희민 1990년 김태원)을 세웠으나 2013년 세든 배영수에 의해  타이 기록이 됐다.

## 코치
- 박영태, 아로요, 김무관, 이철성, 공필성, 한문연, 양상문

## 타이틀
- 월드 베이스볼 클래식 은메달: 양상문(코치), 손민한, 강민호, 이대호, 박기혁
- 야구 월드컵 국가대표: 허준혁
- KBO 골든글러브: 홍성흔 (지명타자)
- KBO 사랑의 골든글러브: 이대호
- 일구상 최고투수상: 조정훈
- 조아제약 프로야구대상 최고투수상: 조정훈
- 스포츠토토 올해의 투수상: 조정훈
- 포브스 구단가치 평가 1위: 롯데 자이언츠 (1279억)
- 한국갤럽 선정 가장 좋아하는 야구 구단: 롯데 자이언츠
- 스포츠조선 선정 프로야구 루저팀: 손민한 (선발투수)
- 올스타 선발: 강민호 (포수), 김주찬 (1루수), 조성환 (2루수), 박기혁 (유격수), 이대호 (3루수), 가르시아 (외야수), 홍성흔 (지명타자)
- 올스타전 홈런레이스 우승: 이대호
- 올스타전 홈런레이스 최대비거리상: 이대호 (135m)
- 컴투스프로야구2022 타이틀홀더 라인업: 홍성흔 (지명타자)
- 출장(타자): 이대호 (133)
- 2루타: 홍성흔 (33)
- 마무리등판: 애킨스 (47)
- 완봉: 송승준 (3)
- 다승: 조정훈 (14)
- 선발승: 조정훈 (14)
- 세이브: 애킨스 (26)
- 세이브포인트: 애킨스 (29)
- 견제 아웃: 장성우 (3)

### 퓨처스리그
- 선수협 올해의 2군 선수상: 오장훈
- 퓨처스 올스타전 우수투수상: 오수호
- 퓨처스 올스타: 오수호, 허준혁, 오장훈, 손아섭
- 한일 프로야구 친선경기 MVP: 박현승
- 출장(타자): 추경식 (89)
- 남부리그 타석: 오장훈 (375)
- 남부리그 타수: 오장훈 (336)
- 남부리그 타율: 오장훈 (0.313)
- 남부리그 장타율: 오장훈 (0.506)
- 남부리그 OPS: 오장훈 (0.877)
- 남부리그 득점: 오장훈 (50)
- 남부리그 안타: 오장훈 (105)
- 남부리그 1루타: 오장훈 (70)
- 남부리그 2루타: 손아섭 (25)
- 남부리그 홈런: 오장훈 (14)
- 남부리그 타점: 오장훈 (71)
- 남부리그 선발등판: 진명호 (16)
- 홀드: 김이슬 (9)
- 남부리그 탈삼진: 진명호 (72)

## 선수단
- 선발투수: 조정훈, 장원준, 송승준, 손민한, 이상화, 이용훈, 김유신, 김대우, 허준혁, 김일엽
- 구원투수: 이정훈, 임경완, 배장호, 이정민, 강영식, 나승현, 이정동, 하준호, 김사율, 오수호, 김이슬
- 마무리투수: 애킨스
- 포수: 강민호, 최기문, 장성우
- 1루수: 김주찬, 박종윤
- 2루수: 조성환, 김민성, 박준서
- 유격수: 양종민, 박기혁
- 3루수: 이대호, 문규현
- 좌익수: 박정준, 정보명, 서정호, 최만호, 정수근, 손아섭
- 중견수: 이인구, 이우민, 전준우
- 우익수: 가르시아
- 지명타자: 홍성흔, 오장훈, 이동훈

## 특이 사항
- 홈구장인 사직 야구장의 좌석 수가 기존 30154석에서 28500석으로 줄어들었다.
- 제2구장인 마산 야구장의 잔디를 인조 잔디로 교체했다.
- 손아섭은 원래 이름이 손광민이었으나 이 시즌에 개명했다. 이는 2004년 신승현 이후 5년 만에 나온 KBO 리그의 개명 사례였다. 이 개명이 있었던 2009년을 시작으로 KBO 리그에서는 매 시즌 개명 선수가 나오고 있다.
- 송승준은 이 시즌 3차례 완투했는데, 이는 모두 완봉이기도 했다.
- 이 시즌에 롯데 자이언츠는 총 138만 18명이라는 단일 시즌 역대 최다 관중 기록을 세웠다. 이 기록은 2024년 LG 트윈스에 의해 깨졌다.
- 영화 나는 갈매기는 이 시즌의 롯데 자이언츠를 다룬 영화다.
- 정수근은 지난 시즌에 이어 이 시즌에도 물의를 일으켜 KBO로부터 무기한 실격 처분을 받았고, 결국 은퇴하게 되었다.
- 정수근은 이 시즌을 끝으로 은퇴하여 KBO 리그 사상 월요일 경기 통산 최다 3루타(5), 최다 도루(24)를 기록한 선수가 되었다.